# Archäologisches Zentrum (Berlin)

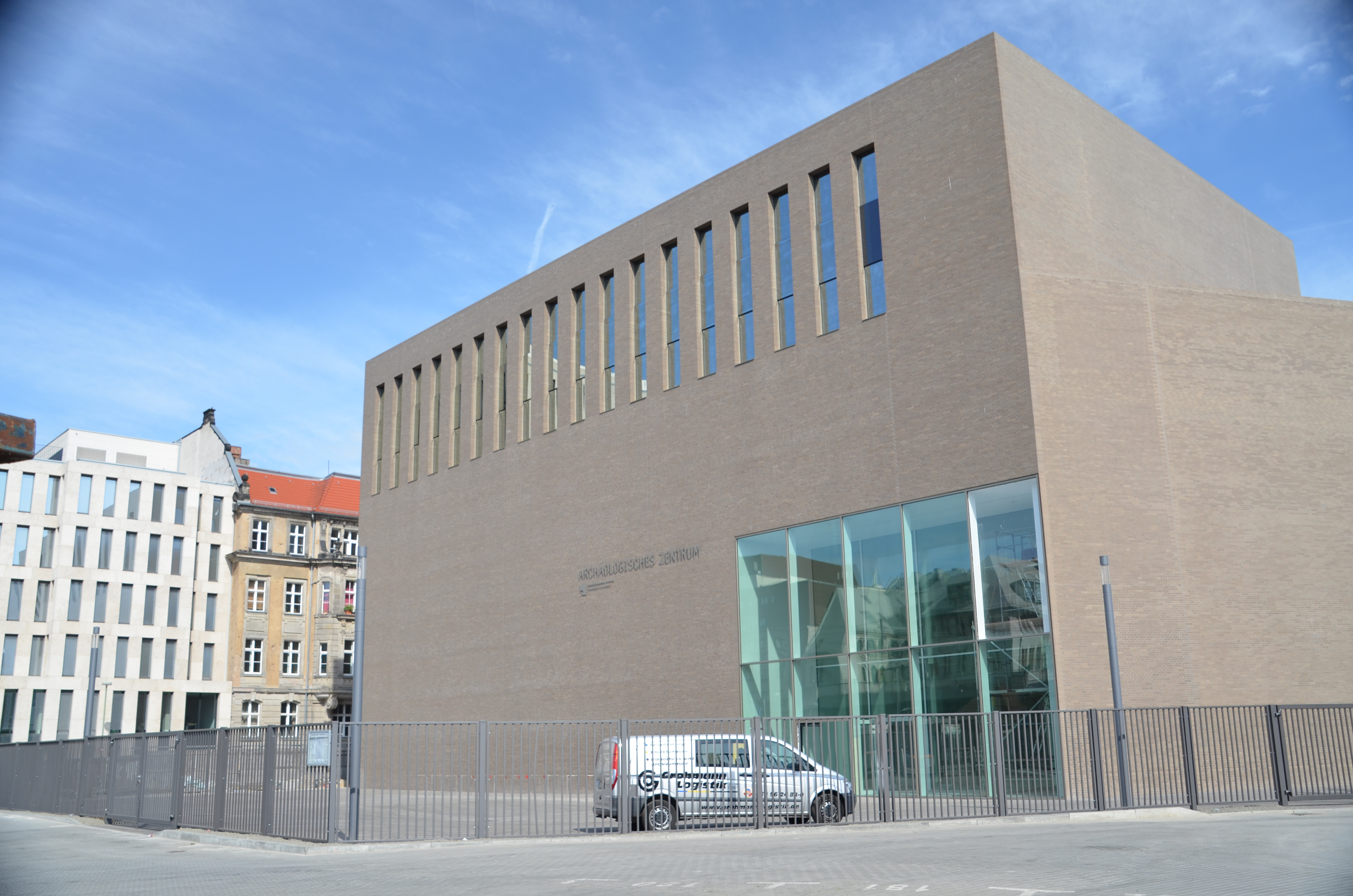
Archäologisches Zentrum (2012)

Das Archäologische Zentrum ist ein interdisziplinäres Forschungszentrum für alle archäologischen Fachgebiete. Es wurde 2012 eröffnet und unterstützt die Arbeit der archäologischen Sammlungen der Staatlichen Museen zu Berlin – Preußischer Kulturbesitz.
Das Archäologische Zentrum liegt in der Geschwister-Scholl-Straße 6 in Berlin-Mitte. In der Nähe befindet sich die Museumsinsel. Das Gebäude entstand nach den Plänen des Stuttgarter Architektenbüros Harris + Kurrle. Die Fertigstellung war ein weiterer Schritt zur Verwirklichung des Masterplans Museumsinsel.
Das Gebäude, das für die Erforschung, Dokumentation, Restaurierung und Konservierung aller Bestände geeignet ist, hat einen Lesesaal, der für das gleichzeitige Arbeiten mit historischen Schriften und Artefakten geeignet ist. Durch Letzteres hat das Archäologische Zentrum Berlin eine große Bedeutung bei Fachleuten im In- und Ausland sowie bei Studierenden und dem wissenschaftlichen Nachwuchs.

## Nutzung
Das Archäologische Zentrum wird aktuell von fünf bedeutenden archäologischen Museen als gemeinsame Plattform für Mitarbeiter, wissenschaftliche Arbeiten, Labore und Forschung genutzt. Diese sind:
- das Ägyptische Museum,
- die Antikensammlung,
- das Museum für Islamische Kunst,
- das Museum für Vor- und Frühgeschichte und
- das Vorderasiatische Museum.

Des Weiteren haben im Archäologischen Zentrum ihren Sitz:
- das Zentralarchiv der Staatlichen Museen zu Berlin und
- die Archäologische Bibliothek der Kunstbibliothek.[1]